# The Ghost of Lord Farquaad
The Ghost of Lord Farquaad (ook wel bekend als Shrek's Never Before Seen Adventure) is een Amerikaanse korte film geregisseerd door Simon J. Smith en  geproduceerd door DreamWorks Animation. Het is de tweede korte film van de Shrek-franchise en duurt 13 minuten inclusief aftiteling. Het verscheen voor het eerst op 23 mei 2003 als korte film in de pretparkattractie Shrek 4-D en is dus oorspronkelijk bedoeld als een 4D-film. Later verscheen deze korte film samen met de eerste langspeelfilm Shrek en een preview op Shrek 2 op een dvd-box genaamd Shrek 3-D. In 2007 verscheen deze korte film ook op de Amerikaanse televisiezender Nickelodeon als Shrek's Never Before Seen Adventure. In 2011 verscheen het op Netflix opnieuw onder deze naam. In 2012 verscheen er een dvd-box met drie korte films van Dreamworks genaamd Shrek's Thrilling Tales waaronder deze korte film opnieuw onder deze naam verscheen. De korte film werd ook nog vertoond tijdens de 3D-premières van een paar belangrijke Dreamworks-films zoals Puss in Boots en Madagascar 3: Europe's Most Wanted.

## Verhaal
Het verhaal speelt zich af na de gebeurtenissen in de voorgaande korte film en dus ook de eerste langspeelfilm, maar nog altijd vóór de gebeurtenissen in de tweede langspeelfilm in deze franchise. Shrek, Fiona en Donkey zijn onderweg naar hun hotel tijdens de huwelijksreis van Shrek en Fiona. Ze zijn echter verdwaald. Dankzij de kaart vindt Shrek echter een kortere weg door een uiterst woest land. Donkey is doodsbang, maar Shrek lacht het weg. Ondertussen komt er een ruiter pijlsnel aangereden. Het blijkt Thelonius te zijn (de beul van Lord Farquaad). Hij ontvoert vervolgens Fiona. Shrek en Donkey nemen hun koets en zetten de achtervolging in. De achtervolging passeert het peperkoekenhuisje met de Peperkoeken man. De ruiter springt met gemak over het huis, maar Shrek en Donkey kunnen hun koets niet meer laten ontwijken waardoor ze erdoor gaan. Hierbij nemen ze de Peperkoeken man tijdelijk mee, maar die valt er na een tijdje af. Uiteindelijk komen ze terecht bij een kerkhof aan de andere kant van een kloof. Hier veranderen de paarden van de koets terug in de blinde muizen.
Vervolgens treffen Shrek en Donkey het graf van Lord Farquaad. Lord Farquaad's geest blijkt nog rond te dwalen en zit achter de ontvoering van Fiona. Vervolgens stuurt hij een tot leven gewekt standbeeld van een draak op Shrek en Donkey af. Donkey roept echter zijn vrouw (de draak), die hen redt. Daarna gaan Shrek, Donkey en de draak terug achter Thelonius en Fiona aan. Ondertussen blijkt dat Lord Farquaad over de onderwereld wil heersen. Hiervoor heeft hij de geest van Fiona als koningin nodig en wil hij haar dus vermoorden. Dit gebeurt op een zeer wilde rivier, maar Fiona slaat Thelonius in het water, waarbij hij van de waterval valt. Lord Farquaad doet geen moeite om zijn volgeling te redden. Shrek, Donkey en de draak bereiken vervolgens Fiona. Shrek en Donkey gaan haar op het vlot redden, maar belanden in de waterval waarbij ze tijdelijk gered worden door Thelonius. De draak redt hen en vernietigt de geest van Lord Farquaad.
Uiteindelijk komen ze veilig aan in Hotel Honeymoon om hun huwelijksreis door te brengen. Donkey en de draak gaan naar huis. Pinokkio, de Peperkoeken man, de blinde muizen en anderen blijken ook in het hotel terechtgekomen te zijn.

## Rolverdeling
| Personage                                               | Engelse stem        | Nederlandse stem |
| ------------------------------------------------------- | ------------------- | ---------------- |
| Shrek                                                   | Mike Myers          | Kees van Lier    |
| Donkey (Ezel)                                           | Eddie Murphy        | Bram Bart        |
| Princess Fiona (Prinses Fiona)                          | Cameron Diaz        | Melise de Winter |
| The Ghost of Lord Farquaad (De Geest van Heer Farquaad) | John Lithgow        | Arnold Gelderman |
| The Blind Mouse (De Blinde Muis)                        | Christopher Knights | Jeroen Keers     |
| Thelonius                                               | Christopher Knights | Stan Limburg     |
| Gingerbread Man (Peperkoekmannetje)                     | Conrad Vernon       | Stan Limburg     |
| Pinocchio (Pinokkio)                                    | Cody Cameron        | Stan Limburg     |
| The Three Little Pigs (De Drie Biggetjes)               | Cody Cameron        | Olaf Wijnants    |